# Volkskühlschrank
Die Entwicklung und Produktion des Volkskühlschranks wurde von Adolf Hitler 1940 der Deutschen Arbeitsfront (DAF) unter der Leitung von Robert Ley überantwortet.
Zuvor war bereits im Juni 1938 angekündigt worden, ein Volkskühlschrank werde „schon in kurzer Zeit auf den Markt kommen“. Wenig später musste jedoch klargestellt werden, im Laufe des Jahres 1938 sei „auf keinem Fall mit dem Erscheinen […] zu rechnen.“
Kühlschränke waren in den 1930er Jahren noch ein Luxusgegenstand. 1933 verfügten nur 0,1 % aller Haushalte über einen Kühlschrank, 1939 waren es etwa 1 %. Die offizielle Idee war, die geplante typisierte Volkswohnung der Nachkriegszeit mit einheitlichen Geräten auszustatten. Letztendlich ging es – wie im Falle des Volkswagens (ursprünglich KdF-Wagen, für dessen Herstellung ebenfalls die DAF zuständig war) oder des Volksempfängers und der Volksgasmaske – um die propagandistische Wirkung eines solchen Geräts, das damals zu den modernsten Errungenschaften der Haustechnik gehörte. Die Entwicklung dieses Kühlschranks erreichte nur das Prototypen-Stadium: Die Serienproduktion scheiterte – wie auch bei anderen „Volks“-Produkten – daran, dass die politisch verfolgten Ziele Autarkie, Aufrüstung und Expansion einerseits und eine massive staatliche Konsumförderung andererseits nicht gleichzeitig verwirklicht werden konnten.